# Holocheilus
Holocheilus  es un género de plantas con flores en la familia Asteraceae. Comprende 105 especies descritas y de estas, solo 83 aceptadas.

## Taxonomía
El género fue descrito por Alexandre Henri Gabriel de Cassini y publicado en Bull. Sci. Soc. Philom. Paris 1818: 73. 1818. La especie tipo es: Holocheilus ochroleucus

## Especies
| - Holocheilus brasiliensis - Holocheilus fabrisii - Holocheilus hieracioides - Holocheilus illustris | - Holocheilus monocephalus - Holocheilus ochroleucus - Holocheilus pinnatifidus - Holocheilus schulzii |